# Tarenna vignei
Tarenna vignei là một loài thực vật có hoa trong họ Thiến thảo. Loài này được Hutch. & Dalziel miêu tả khoa học đầu tiên năm 1931.